# شورش اوئه‌سوگی زنشو
شورش اوئه‌سوگی زنشو (به ژاپنی: 上杉禅秀の乱 うえすぎぜんしゅうのらん)، شورش و جنگی بود که در منطقه کانتو در سال ۱۴۱۶ در دوره موروماچی رخ داد. این شورشی بود که اوئه‌سوگی زنشو/اوجینوری، کانتو کانری سابق، علیه آشیکاگا موچیئوجی، کاماکورا کوبو به راه انداخت.

## پس زمینه
کاماکورا-فو/استان کاماکورا نهادی بود که توسط شوگون‌سالاری موروماچی در طول دوره نانبوکوچو با هدف اداره منطقه کانتو تأسیس شد.
کاماکورا کوبو/ریاست بر کاماکورا-فو از سال ۱۳۴۹ تا ۱۴۵۵ دوام داشت. پسر دوم شوگون آشیکاگا تاکائوجی، آشیکاگا موتوئوجی و فرزندانش که به این مقام سر می‌رسیدند و کاماکورا کوبو (یا کانتو کوبو) نامیده می‌شدند. معاونانی به نام کانری یا بعداً کانتو کانری که به‌طور سنتی در میان اعضای خاندان یامانوئوچی اوئه‌سوگی انتخاب می‌شدند، نیز به آنها کمک کردند.
برادر بزرگ آشیکاگا موتوئوجی که به عنوان کاماکورا کوبو خدمت می‌کرد، آشیکاگا یوشی‌آکی، دومین شوگون از شوگون‌سالاری موروماچی بود.
در این زمان، رابطه بین کاماکورا کوبو و شوگون هنوز خوب بود، اما درگیری بین سومین شوگون آشیکاگا یوشیمیتسو و کاماکورا کوبو آشیکاگا اوجیمیتسو عمیق‌تر شد. همان‌طور که انتظار می‌رفت، آشیکاگا اوجیمیتسو با وجود حضور یوشیمیتسو آشیکاگا تصمیم گرفت خودش شوگون شود.
در این زمان، کانتو کانری، رئیس خود اوئه‌سوگی نوریهارو و «شورش آشیکاگا اوجیمیتسو» را با مجازات او متوقف کرد. با این حال، کانتو کانری بعدی، پنجمین رهبر خاندان اوئه‌سوگی اوئه‌سوگی نوریکاتا ، موضعی طرفدار شوگون گرفت و این بار کاماکورا کوبو و کانتو کانری با هم درگیر شدند.
در زمان چهارمین شوگون، آشیکاگا یوشیموچی، کاماکورا کوبو، آشیکاگا میتسوکانه بود. اگرچه آشیکاگا یوشیموچی شوگون شد، اما در آن زمان پدرش، سومین شوگون آشیکاگا یوشی‌میتسو، هنوز قدرت پنهانی داشت و سیاست‌هایی را برای تضعیف قدرت دایمیوهای قدرتمند اتخاذ می‌کرد.
همچنین اربابان فئودالی بودند که با سیاست‌های آشیکاگا یوشی‌میتسو مخالفت کردند. یکی از افرادی که حس سرکشی شدیدی از خود نشان داد، آشیکاگا میتسوکانه بود که می‌خواست خودش یک شوگون شود. در این زمان نیز معاون او، کانتو کانری، اوئه‌سوگی نوریسادا بود.
هنگامی که سومین کاماکورا کوبو آشیکاگا میتسوکانه در سال ۱۴۰۹ درگذشت، پسر میتسوکانه، آشیکاگا موچیئوجی که در آن زمان تنها ۱۲ سال داشت، کاماکورا کوبوی جدید شد. اگرچه موچیئوجی موفق به کسب مقام کاماکورا کوبو شد، عموی موچیئوجی، آشیکاگا میتسوتاکا، نیز رسیدن به پست و موقعیت کاماکورا کوبو را هدف قرار داد. در این زمان، با وساطت اوئه‌سوگی نوریسادا، یک صلح موقت حاصل شد، اما رابطه بین عمو و برادرزاده در رقابت باقی ماند.
در ابتدا، ششمین رهبر خاندان اوئه‌سوگی، اوئه‌سوگی نوریسادا  از خاندان یامانوئوچی اوئه‌سوگی منصب کانتو کانری را برعهده داشت، اما زمانی که نوریسادا در سال (۱۴۱۱) سرنگون شد، اوئه‌سوگی زنشو/اوجینوری از خاندان اینوگاکه اوئه‌سوگی یک شاخه دیگر که با خاندان یامانوئوچی اوئه‌سوگی رقابت داشت به جایگزینی او به عنوان کانتو کانری منصوب شد.
اوئه‌سوگی زنشو/اوجینوری به عموی آشیکاگا موچیئوجی، آشیکاگا میتسوتاکا، پسر خوانده میتسوتاکا و برادر کوچکتر موچیئوجی نزدیک شد و سعی کرد به جای موچیئوجی جوان، کاماکورا-فو استان کاماکورا را تحت کنترل درآورد. در سال ۱۴۱۵ (سال بیست و دوم اوئی (دوره))، موچیئوجیا ۱۸ ساله شد.
با این حال، در ۲۵ آوریل ۱۴۱۵، زمانی که اوجینوری و موچیئوجی با هم درگیر شدند، اوجینوری به عنوان کانتو کانری در همان سال برکنار شد و چند روز پس از آن، اوئه‌سوگی نوریموتو (پسر نوریسادا)  از خاندان یامانوئوچی اوئه‌سوگی به عنوان جانشین کانتو کانری منصوب شد و این پست را بر عهده گرفت.
عموی آشیکاگا موچیئوجی، آشیکاگا میتسوتاکا و آشیکاگا یوشیتسوگو، برادر کوچکتر شوگون که از شوگون آشیکاگا یوشی‌موچی ناراضی بود، نقشه ای برای شورش علیه کاماکورا کوبو طراحی کردند.
سپس، در سال ۱۴۱۶ (اویی ۲۳)، عناصر ناراضی دور هم جمع شدند و «شورش اوئه‌سوگی زنشو» علیه آشیکاگا موچیئوجی شروع شد.

## شورش
اوئه‌سوگی زنشو/اوجینوری به کاخ آشیکاگا موچیئوجی یورش برد و باعث شد موچیئوجی از کاخ فرمانداری کاماکورا فرار کند. آشیکاگا میتسوتاکا پس از آن خود را کاماکورا کوبو نامید.
اما درگیری ناشی از این شورش پس از حدود سه ماه پایان یافت. شوگون‌سالاری موروماچی به ژنرال‌های منطقه کانتو دستور داد تا آشیکاگا میتسوتاکا را سرکوب کنند. در ابتدا، شوگون‌سالاری موروماچی با تصور اینکه این یک فرصت عالی برای تضعیف قدرت کاماکورا کوبو است، رویکردی صبر و انتظار را در پیش گرفت، اما سپس آنها تصمیم گرفتند که اگر این شورش را به حال خود رها کنند، جرقه ای برای شورش‌های دیگر علیه آنان نیز خواهد بود. پس دستور به سرکوب و انقیاد دادند.
در نتیجه اوئه‌سوگی زنشو/اوجینوری و آشیکاگا میتسوتاکا هر دو خودکشی کردند. برادر کوچکتر شوگون، آشیکاگا یوشیتسوگو قرار بود در شورش به آنان بپیوندد، اما او اقدامی نکرد. اما چون مشخص شده بود که او با آنها تبانی می‌کند و به دستور برادر بزرگترش شوگون آشیکاگا یوشی‌موچی کشته شد.

## پیامد،شورش ایکیو

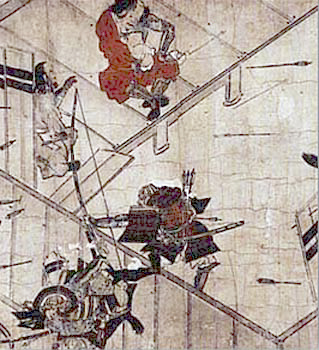
خودکشی آشیکاگا موچیئوجی

در سال ۱۴۱۸ (سال ۲۵ اوئی (دوره))، اوئه‌سوگی نوریموتو ، کانتو کانری، در سن ۲۷ سالگی درگذشت، در سال ۱۴۱۹ (اوئی (دوره) ۲۶)، پسرخوانده اوئه‌سوگی نوریموتو، اوئه‌سوگی نوریزانه، در سن ۱۰ سالگی مسئولیت کانتو کانری را بر عهده گرفت و آشیکاگا موچیئوجی، کاماکورا کوبو، به یک مرد جوان ۲۲ ساله تبدیل شده بود.

### سرکوب جناح کانتو کانری توسط کاماکورا کوبو
از آنجا که اوئه‌سوگی نوریزانه، کانتو کانری، نوجوان بود، نمی‌توانست از کاماکورا کوبو حمایت کند و آشیکاگا موچیئوجی حکومت ظالمانه خود را آغاز کرد. دایمیو و کوکوجین (اربابان فئودال محلی) که در جریان شورش اوئه‌سوگی زنشو با کانتو کانری طرف و درگیر شده بودند، یکی پس از دیگری تحت تعقیب قرار گرفتند.
شوگون آشیکاگا یوشی‌موچی، در کیوتو، در مورد این جنبش احساس بحران کرد. این به این دلیلبود که دایمیوها و مردم ولایت‌ها که توسط آشیکاگا موچیئوجی تحت ستم قرار گرفته بودند، در اصل گوکه‌نین (سامورایی که به شوگون خدمت می‌کرد) بودند. با این حال، آشیکاگا موچیئوجی هیچ قصدی برای مبارزه با شوگون نداشت و درگیری بزرگی ایجاد نشد اما در زمان شوگون ششم آشیکاگا یوشی‌نوری اختلافات شدت گرفت و در نهایت موچیئوجی مجبور به خودکشی شد.